# Хорген (округ)
Хорген (нем. Bezirk Horgen) — округ в Швейцарии. Центр округа — город Хорген.
Округ входит в кантон Цюрих. Занимает площадь 104,16 км². Население 108 727 чел. Официальный код — 0106.

## Коммуны округа
1 января 2018 года коммуна Хирцель была присоединена к коммуне Хорген.
1 января 2019 года коммуны Хюттен и Шёненберг были присоединены к коммуне Веденсвиль.
| Герб                 | Коммуна            | Население (2005) | Площадь км² | Официальный код |
| -------------------- | ------------------ | ---------------- | ----------- | --------------- |
| Адлисвиль            | Адлисвиль          | 15623            | 7,79        | 0131            |
| Хорген               | Хорген             | 19717            | 30,75       | 0133            |
| Кильхберг            | Кильхберг          | 7096             | 2,58        | 0135            |
| Лангнау-на-Альбисе   | Лангнау-на-Альбисе | 6650             | 8,66        | 0136            |
| Оберриден            | Оберриден          | 4876             | 2,76        | 0137            |
| Рихтерсвиль          | Рихтерсвиль        | 11359            | 7,54        | 0138            |
| Рюшликон             | Рюшликон           | 4992             | 2,94        | 0139            |
| Тальвиль             | Тальвиль           | 16281            | 5,53        | 0141            |
| Веденсвиль           | Веденсвиль         | 22133            | 35,61       | 0142            |
|                      | Итого (9)          | 108 727          | 104,16      | 0106            |
| Упразднённые коммуны |                    |                  |             |                 |
| Хирцель              | Хирцель            | 1905             | 9,68        | 0132            |
| Хюттен               | Хюттен             | 894              | 7,24        | 0134            |
| Шёненберг            | Шёненберг          | 1941             | 11,00       | 0140            |

1. 1 2 3 4  Население и площадь вычислены как сумма по объединённым коммунам